# Roseanne Barr
Roseanne Cherrie Barr (Salt Lake City, 3 novembre 1952) è un'attrice, conduttrice televisiva e doppiatrice statunitense, vincitrice di un Emmy Award e un Golden Globe.

## Biografia

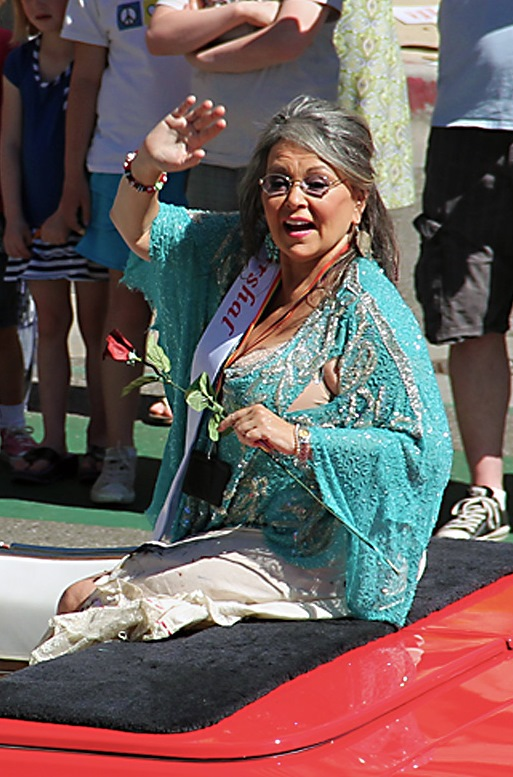
Roseanne Barr nel 2011

Maggiore di quattro di figli di una famiglia di origine ebraica (il nonno paterno cambiò il suo vero cognome Borisofsky in Barr quando entrò negli Stati Uniti), conosce la popolarità dal 1988 grazie alla sit-com Roseanne, tradotta in Italia come Pappa e ciccia, dove assieme a Laurie Metcalf e John Goodman realizza un ritratto perfetto dalla famiglia della classe media americana. Come attrice ha inoltre recitato al fianco di Meryl Streep in She-Devil - Lei, il diavolo nella parte della moglie tradita e vendicativa di Ed Begley Jr.. Ha doppiato la piccola Julie nella versione originale di Senti chi parla 2, sostituita in Italia da Anna Mazzamauro.
Nel 1991 ha preso parte all'horror Nightmare 6 - La fine, successivamente ha partecipato alla soap opera General Hospital e al film corale del 1995 Blue in the Face. Dopo la fine, nel 1997, di Pappa e ciccia, diventa presentatrice di un talk show tutto suo, intitolato The Roseanne Show: il programma verrà cancellato nel 2000. Presenterà in seguito altre trasmissioni, compreso un reality show incentrato sull'economia domestica e la cucina. Interpretando se stessa è apparsa in A morte Hollywood e 15 minuti - Follia omicida a New York, nel 2004 ha doppiato il film d'animazione Mucche alla riscossa, mentre nel 2006 ha preso parte ad un episodio di My Name Is Earl.

## Vita privata

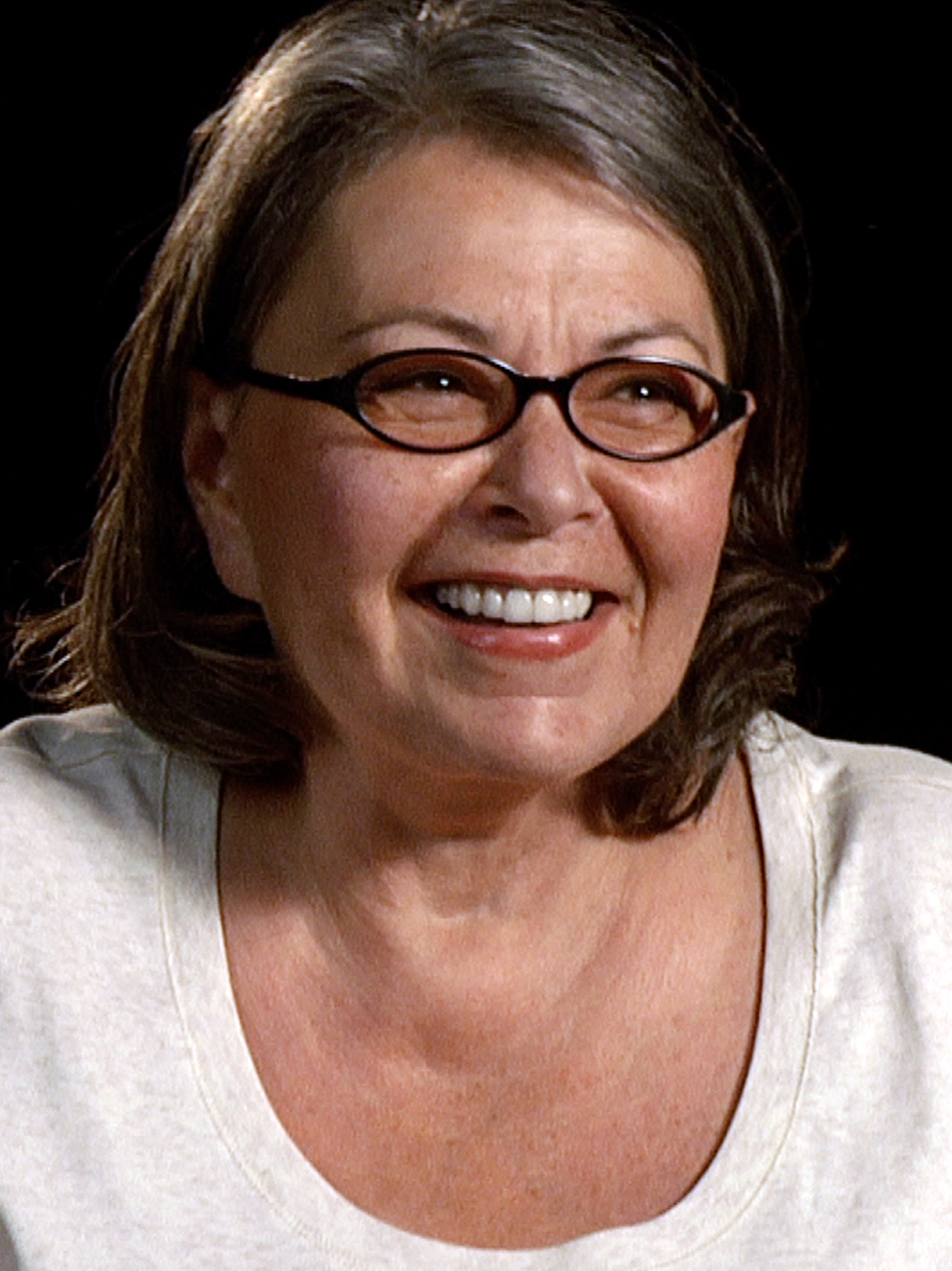
L'attrice nel 2018

Nel 1991 rivelò alla rivista People di essere stata vittima di incesto, accusando i genitori di abusi sessuali e psicologici. La sorella ribatté alle accuse, accusando Roseanne di essere una bugiarda in cerca di pubblicità per i suoi programmi.
È stata sposata tre volte, la prima nel 1974 con Bill Pentland, con cui ha avuto tre figli. Nel 1990, dopo il divorzio dal primo marito, ha sposato il collega Tom Arnold, prendendo il suo cognome e facendosi chiamare, fino al loro divorzio nel 1994, Roseanne Arnold. Nel 1995 ha sposato la guardia di sicurezza Ben Thomas, con il quale ha avuto un figlio, Buck; i due hanno divorziato nel 2002. Dal 2003 è compagna del musicista Johnny Argent.
Il 2 febbraio 2012 ha dichiarato di essere in lista per la nomination come candidata alla Presidenza degli Stati Uniti d'America per il Partito Verde degli Stati Uniti. Durante la puntata del David Letterman Show del 17 luglio 2012 ha dichiarato di essere favorevole all'uso della marijuana a scopo medico e di essere una consumatrice assidua di tale sostanza (per fronteggiare meglio il glaucoma e la degenerazione maculare che le sono stati diagnosticati) grazie allo Stato della California ed alla sua legislazione.

## Filmografia

### Attrice

#### Cinema
- She-Devil - Lei, il diavolo (She-Devil), regia di Susan Seidelman (1989)
- Nightmare 6 - La fine (Freddy's Dead: The Final Nightmare), regia di Rachel Talalay (1991)
- Cowgirl - Il nuovo sesso (Even Cowgirls Get the Blues), regia di Gus Van Sant (1993)
- Blue in the Face, regia di Paul Auster e Wayne Wang (1995)
- Meet Wally Sparks, regia di Peter Baldwin (1997)
- A morte Hollywood (Cecil B. DeMented), regia di John Waters (2000)
- 15 minuti - Follia omicida a New York (15 Minutes), regia di John Herzfeld (2001)
- Le avventure di Joe Dirt (Joe Drit), regia di Dennie Gordon (2001)
- Master of the Good Name, regia di Tawd B. Dorenfeld (2014)

#### Televisione
- Backfield in Motion - film TV (1991)
- Tutti al college (A Different World) - serie TV, 1 episodio (1992)
- The Jackie Thomas Show - serie TV, 2 episodi (1992)
- La donna che amava Elvis (The Woman Who Loved Elvis), regia di Bill Bixby - film TV (1993)
- General Hospital - serie TV, 1 episodio (1994)
- The Larry Sanders Show - serie TV, 3 episodi (1993-1995)
- Women of the House - serie TV, 1 episodio (1995)
- Pappa e ciccia (Roseanne) – serie TV, 230 episodi (1988-1997, 2018)
- Una famiglia del terzo tipo (3rd Rock from the Sun) - serie TV, 2 episodi (1997)
- La tata (The Nanny) - serie TV, 1 episodio (1997)
- My Name Is Earl - serie TV, 1 episodio (2006)
- Portlandia - serie TV, 2 episodi (2013)
- The Office - serie TV, 2 episodi (2013)
- The Millers - serie TV, 1 episodio (2014)
- Cristela - serie TV, 2 episodi (2015)

### Doppiatrice
- Senti chi parla 2 (Look Who's TalKing Too), regia di Amy Heckerling (1990)
- The Rosey & Buddy Show - film TV (1992)
- Mucche alla riscossa (Home on the Range), regia di William Finn e John Sanford (2004)
- Teenage Mutant Ninja Turtles - serie TV, 6 episodi (2013-2014)

## Riconoscimenti
- Golden Globe
  - 1991 – Candidatura alla miglior attrice in una serie commedia o musicale per Pappa e ciccia
  - 1993 – Miglior attrice in una serie commedia o musicale per Pappa e ciccia

- Premio Emmy
  - 1992 – Candidatura alla miglior attrice protagonista per Pappa e ciccia
  - 1993 – Miglior attrice protagonista per Pappa e ciccia
  - 1994 – Candidatura alla miglior attrice protagonista per Pappa e ciccia
  - 1995 – Candidatura alla miglior attrice protagonista per Pappa e ciccia

## Doppiatrici italiane
- Anna Rita Pasanisi in She Devil - Lei, il diavolo, Le avventure di Joe Dirt
- Margherita Sestito in Mamme vincenti, Pappa e Ciccia (st. 1-5)
- Carmen Onorati in Pappa e Ciccia (st. 6-9)
- Alessandra Korompay in Blue in the Face
- Silvia Pepitoni ne La tata

Da doppiatrice è sostituita da:
- Anna Mazzamauro in Senti chi parla 2
- Deborah Magnaghi in Chiudi gli occhi e sogna
- Cinzia Leone in Mucche alla riscossa